# Allison Schmitt
Allison Schmitt (Pittsburgh, Estats Units 1990) és una nedadora estatunidenca, guanyadora de sis medalles olímpiques.

## Biografia
Va néixer el 7 de juny de 1990 a la ciutat de Pittsburgh, població situada a l'estat de Pennsilvània (Estats Units).

## Carrera esportiva
Va participar, als 18 anys, en els Jocs Olímpics d'Estiu de 2008 realitzats a Pequín (República Popular de la Xina), on va aconseguir guanyar la medalla de bronze en la prova de relleus 4x200 metres lliures. En aquests mateixos Jocs finalitzà novena en els 200 metres lliures.
En els Jocs Olímpics d'Estiu de 2012 celebrats a Londres (Regne Unit) aconseguí guanyar cinc medalles olímpiques, convertint-se en una de les reines de la piscina al costat de Missy Franklin i Alicia Coutts. Aconseguí guanyar la medalla d'or en les proves dels 200 metres lliures, relleus 4x200 metres lliures i relleus 4x100 metres estils; la medalla de plata en la prova dels 400 metres lliures i la medalla de bronze en els relleus 4x100 metres lliures.
Al llarg de la seva carrera ha guanyat tres medalles en el Campionat del Món de natació, una d'elles d'or; tres medalles d'or en el Campionat del Món de natació en piscina curta i dues medalles d'or en el Campionats de Natació Pan Pacific.